# 西広島バイパス

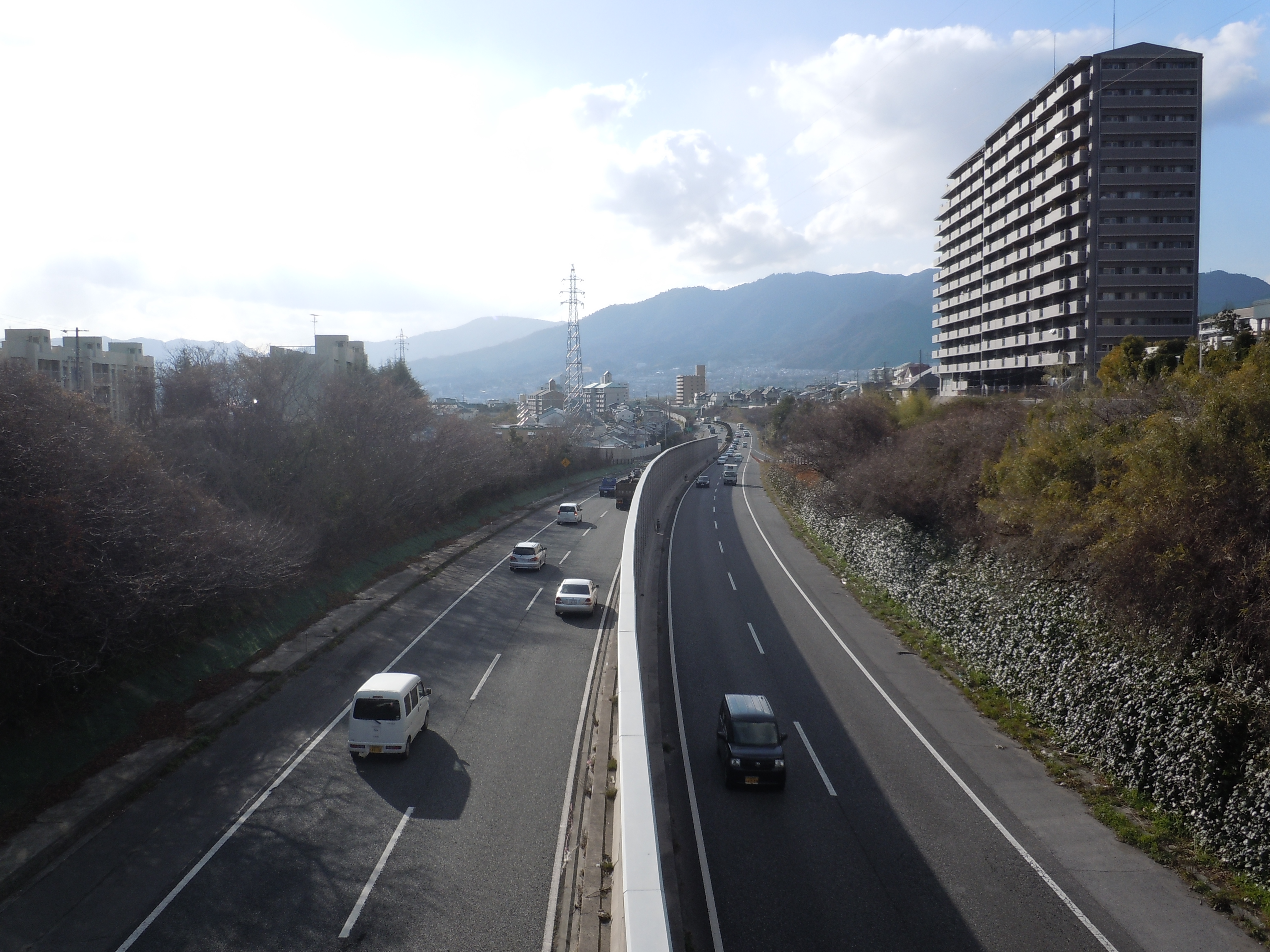
西広島バイパス井口ランプ付近

西広島バイパス（にしひろしまバイパス）は、広島県広島市中区平野町から広島県廿日市市地御前に至る総延長 19.4 kmの国道2号バイパスである。地域高規格道路広島西道路（ひろしまにしどうろ）に指定されている。無料の自動車専用道路である。

## 概要

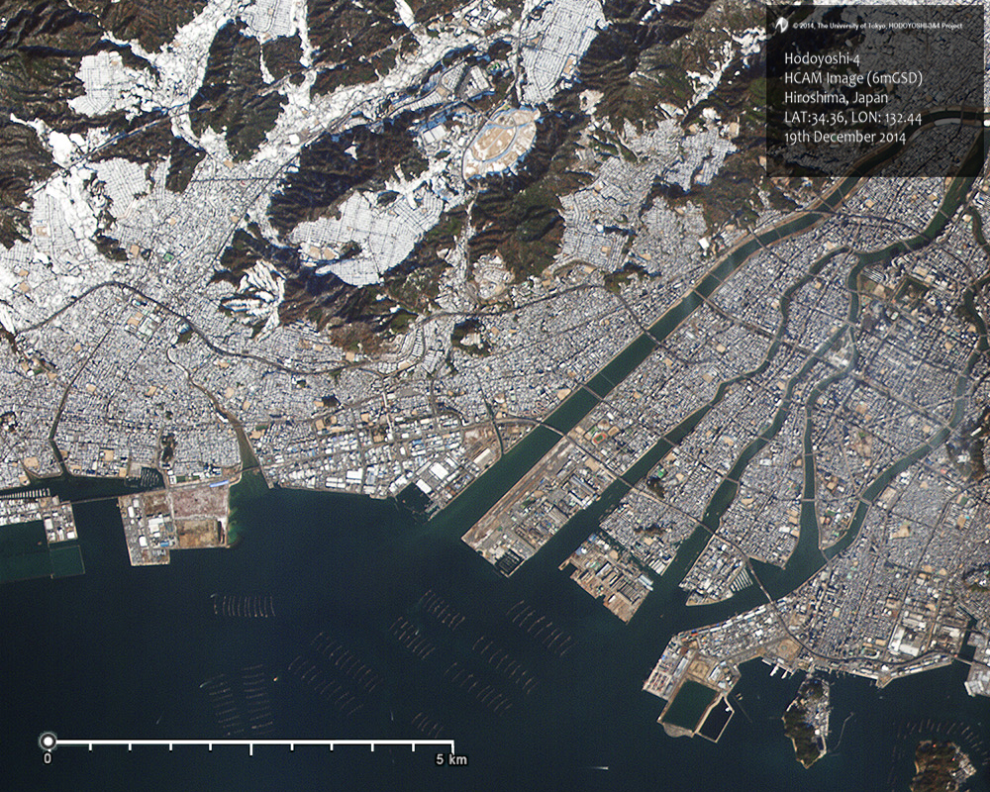
2014年。右端の丘が比治山でその下側を横断する道路が国道2号。起点である平野はそこから京橋川を超えた所、終点の地御前はこの写真左の外側にあたる。

このバイパスの区間の国道2号は、1942年（昭和17年）までに一次改築が施工され、宮島街道として当時の多くの交通量をさばいた。しかし、1960年代以降、交通量は著しく増大し、幅員9-13mで2車線の道路では幹線道路としての機能を果たす事が出来なくなった。現道の拡幅という案もあったがJR山陽本線や広島電鉄宮島線と並行して走り、周辺に民家も立ち並んでいる事から不可能であると判断され、山麓にバイパスを設ける事とした。
西広島バイパスの構造は、幹線道路としての機能を十分に発揮できるように、自動車専用道路とし、五日市と廿日市市の平地部では街路部と高架部に分離している。
並行する山陽自動車道が山側を通っていることもあり、広島岩国道路と合わせて山陽道岩国・北九州方面から広島市街への連絡道路としての機能も持つ。2012年（平成24年）3月26日に廿日市高架橋が開通してからは廿日市ICから直接西広島バイパス自専部に乗り入れ可能となり、利便性が向上した。

### 路線データ
- 起点： 広島県広島市中区平野町[資料 1]
- 終点： 広島県廿日市市地御前[資料 1]
- 総延長： 19.4 km[資料 1]
- 車線： 4車線[資料 1]（都心部延伸区間2車線）
- 管理者
  - 道路管理者： 国土交通省中国地方整備局広島国道事務所
  - 交通管理者： 広島県警察高速道路交通警察隊佐伯分駐隊[1]

## 歴史

### 年表
- 1965年（昭和40年）： 事業化。
- 1967年（昭和42年）： 用地及び工事着手。
- 1971年（昭和46年）
  - 3月： 都市計画決定。
  - 8月11日： 広島市観音本町 - 佐伯郡五日市町（五日市東ランプ） (7.0 km) の暫定2車線供用。
- 1974年（昭和49年）4月2日： 佐伯郡五日市町（五日市東ランプ） - 終点 (8.2 km)、観音高架の庚午 - 観音本町 (1.5 km) を暫定2車線供用及び、観音本町 - 五日市東ランプ (7.0 km) の4車線化。この時点では、五日市東ランプ - 五日市西ランプ間は平面部のみで、高架橋部分は未開通。
- 1976年（昭和51年）： 遮音壁の設置開始。
- 1978年（昭和53年）9月1日： 佐伯郡五日市町 - 終点 (8.2 km) の4車線化。五日市東ランプ - 五日市西ランプの間の高架橋（1.1 km）の供用開始。
- 1993年（平成5年）
  - 8月： 都市計画変更（高架部の延伸を竹屋町交差点東とした計画に変更 : 2.7 km延伸）。
  - 12月： 地域高規格道路広島西道路に指定。
- 1996年（平成8年）5月： 都市計画変更（廿日市高架橋 : 2.2 km）。
- 1999年（平成11年）5月： 観音高架延伸部（観音新橋東詰 - 庚午北 : 2.1 km）の工事着手。
- 2002年（平成14年）： 廿日市高架橋 (2.2 km) の工事着手。
- 2003年（平成15年）10月
  - 観音高架延伸部（観音新橋東詰 - 庚午北：2.1 km）の供用。
  - 延伸部事業に関し、費用の1/3を負担する広島市が財政非常事態宣言を出し、以降の工事が中断。
- 2010年（平成22年）5月： 騒音や排ガス等の道路公害を理由に、市民団体「国道2号線沿道の環境を守る会」が事業の中止と損害賠償を求めていた訴訟で、広島地裁は国と市に一部賠償を命じる判決。但し、工事の差し止め請求については棄却。幹線道路の騒音被害に関する訴訟で国側に賠償が命じられたのは、国道43号（兵庫県）に関する1995年の最高裁判決以来2例目。
- 2012年（平成24年）
  - 3月1日： 廿日市高架橋 (2.2 km) 暫定2車線で開通。
  - 3月26日： 廿日市高架橋 (2.2 km) 4車線化。
- 2025年（令和7年）
  - 1月22日： 都心部延伸事業 (2.3 km) の工事着手[資料 2]。
  - 4月1日： 広島県警察が高速道路交通警察隊佐伯分駐隊を発足[1]。広島中央警察署、広島西警察署、佐伯警察署、廿日市警察署の4署で分担していた路線の交通管理を移行[1]。

## 路線状況

### 都心部延伸
- 起点： 広島県広島市中区平野町
- 終点： 広島県広島市西区庚午北2丁目
- 総延長： 4.2 km
- 規格
  - 自動車専用道路部： 第2種第2級
  - 自動車専用道路部（一部）： C級規格ランプ
- 設計速度： 60 km/h
- 車線数： 2 - 4 車線
- 最高速度： 60 km/h

元々は広島高速2号線計画だった。

### 廿日市高架橋
- 起点： 広島県廿日市市下平良
- 終点： 広島県廿日市市地御前2丁目
- 総延長： 2.2 km
- 規格
  - 自動車専用道路部： 第1種第3級（設計速度80 km/h）
  - 一般道路部（宮内交差点以東）： 第4種第1級（設計速度60 km/h）
  - 一般道路部（宮内交差点以西）： 第3種第2級（設計速度60 km/h）
- 車線数
  - 自動車専用道路部： 4車線
  - 一般道路部： 4車線
- 最高速度： 60 km/h

### 今後の予定
- 時期未定： 都市部延伸の開通

### トンネル
- 鈴が峰トンネル（このトンネルを挟む形で商工センターランプが設置されている）
- 屋代トンネル

### 交通量
2005年度（平成17年度道路交通センサスより）
平日24時間交通量（台）
- 広島市中区舟入本町（都心部延伸・高架部）： 20,051
- 広島市西区観音本町1丁目（都心部延伸・平面部）： 56,277
- 広島市西区庚午北4丁目（都心部延伸・高架部）： 49,550
- 広島市西区庚午北1丁目（都心部延伸・平面部）： 42,054
- 広島市西区古江東町： 92,153
- 広島市西区田方1丁目： 76,750
- 広島市佐伯区三宅3丁目： 74,597
- 廿日市市佐方宮ノ上： 62,831
- 廿日市市串戸6丁目（廿日市高架橋・平面部）： 55,989
- 廿日市市地御前3丁目： 46,835

### 車線・最高速度
| 区間   | 区間                            | 車線 上下線=上り線+下り線 | 最高速度        | 備考                     |
| ------ | ------------------------------- | ------------------------- | --------------- | ------------------------ |
| 自専部 | 舟入オフランプ - 観音オンランプ | 2=2+0                     | 60 km/h（指定） | 上り線のみ開通           |
| 自専部 | 観音オンランプ - 庚午ランプ     | 4=2+2                     | 60 km/h（指定） |                          |
| 自専部 | 庚午ランプ - 田方ランプ         | 4=2+2                     | 50 km/h（指定） | 騒音防止区間             |
| 自専部 | 田方ランプ - 廿日市IC           | 4=2+2                     | 60 km/h（指定） |                          |
| 一般部 | 五日市東ランプ - 五日市西ランプ | 4=2+2                     | 50 km/h（指定） |                          |
| 一般部 | 平良ＩＣ                        | 2=1+1                     | 40 km/h（指定） |                          |
| 一般部 | 速谷ランプ - 廿日市IC           | 4=2+2                     | 60 km/h（法定） |                          |
| 一般部 | 廿日市IC                        | 2=1+1                     | 40 km/h（指定） | 一般部を連続走行する場合 |
| 一般部 | 廿日市IC - 西広島ランプ         | 4=2+2                     | 60 km/h（法定） |                          |

## 地理

### 通過する自治体
- 広島県
  - 広島市 - 廿日市市

### 交差する道路

#### 自動車専用道路部
- 上側が起点側、下側が終点側。
- 施設名欄の背景色が■である部分は施設が供用されていない、または完成していないことを示す。未開通区間の名称は仮称。
- 路線名の特記がないものは市道

| 施設名                            | 接続路線名                                         | 大阪から (km)             | 備考                              | 所在地   | 所在地   |
| --------------------------------- | -------------------------------------------------- | ------------------------- | --------------------------------- | -------- | -------- |
| 平野町オフランプ                  | 国道2号（新広島バイパス）                          | 国道2号（新広島バイパス） | 事業中                            | 広島市   | 中区     |
| 富士見町オフランプ                | 国道2号（新広島バイパス）                          | 国道2号（新広島バイパス） | 事業中                            | 広島市   | 中区     |
| 国泰寺町オンランプ                | 国道2号（新広島バイパス）                          |                           | 事業中                            | 広島市   | 中区     |
| 加古町オフランプ                  | 国道2号（新広島バイパス）                          |                           | 事業中                            | 広島市   | 中区     |
| 舟入オンランプ                    | 国道2号（新広島バイパス）                          |                           | 事業中                            | 広島市   | 中区     |
| 舟入IC                            | 国道2号（新広島バイパス）                          | 337.3                     | 岩国方面出口                      | 広島市   | 中区     |
| 観音IC                            | 国道2号（新広島バイパス）                          | 337.8                     |                                   | 広島市   | 西区     |
| -                                 | -                                                  | 338.0 339.6               | キロポスト補正                    | 広島市   | 西区     |
| 庚午IC                            | 国道2号（新広島バイパス）                          | 340.8                     | 岩国方面出入口                    | 広島市   | 西区     |
| 高須IC                            |                                                    | 341.8                     | 広島市街方面出入口                | 広島市   | 西区     |
| 古江BS                            | -                                                  | 342.1                     |                                   | 広島市   | 西区     |
| 田方ランプ/BS                     | 県道71号広島湯来線                                 | 343.1                     |                                   | 広島市   | 西区     |
| 商工センター東IC 商工センター西IC |                                                    | 343.7 344.9               | 広島市街方面出入口 岩国方面出入口 | 広島市   | 西区     |
| 井口IC                            |                                                    | 345.6                     |                                   | 広島市   | 西区     |
| 井口四丁目BS                      | -                                                  | 346.1                     |                                   | 広島市   | 西区     |
| 皆賀IC                            |                                                    | 346.6                     | 広島市街方面出入口                | 広島市   | 佐伯区   |
| 五日市東IC                        | 県道290号原田五日市線 県道41号五日市筒賀線         | 347.3                     | 広島市街方面出入口                | 広島市   | 佐伯区   |
| 五日市西IC                        | 県道290号原田五日市線 県道41号五日市筒賀線         | 348.2                     | 岩国方面出入口                    | 広島市   | 佐伯区   |
| 千同BS                            | -                                                  | 348.7                     |                                   | 広島市   | 佐伯区   |
| 坪井BS                            | -                                                  | 349.2                     |                                   | 広島市   | 佐伯区   |
| 佐方IC                            |                                                    | 350.6 350.8               | 広島方面出入口 岩国方面からの出口 | 廿日市市 | 廿日市市 |
| 佐方SA/BS                         | -                                                  | 351.0                     |                                   | 廿日市市 | 廿日市市 |
| 平良IC                            | 国道2号（西広島バイパス一般部）                    | 352.1                     | 広島市街方面出入口                | 廿日市市 | 廿日市市 |
| 廿日市JCT 地御前IC                | E2 国道2号広島岩国道路 国道2号広島南道路（事業中） | 353.6                     |                                   | 廿日市市 | 廿日市市 |
| 国道2号（西広島バイパス一般部）   |                                                    |                           |                                   | 廿日市市 | 廿日市市 |

#### 一般道路部
- 上側が起点側、下側が終点側。
- 施設名欄の背景色が■である部分は施設が供用されていない、または完成していないことを示す。
- 路線名の特記がないものは市道。
- 全区間廿日市市に所在。

| 施設名                              | 接続路線名                                                | 大阪から (km) | 備考                              |
| ----------------------------------- | --------------------------------------------------------- | ------------- | --------------------------------- |
| 国道2号（西広島バイパス）速谷ランプ |                                                           |               |                                   |
| 速谷                                | 県道294号虫道廿日市線                                     | 352.3         |                                   |
| 上平良                              | 国道433号 県道247号廿日市港線                             | 352.5         |                                   |
| 宮内                                | 県道30号廿日市佐伯線                                      | 353.1         |                                   |
| 廿日市IC                            | 西広島バイパス自専部 E2 広島岩国道路 広島南道路（事業中） | 353.6         |                                   |
| 西広島ランプ                        | 国道2号（宮島街道） 岩国・宮島方面                        | 355.7 353.6   | 広島市街方面出入口 キロポスト補正 |

### 当該道路の位置関係
（福山方面） - 新広島バイパス - 西広島バイパス - 国道2号（宮島街道） - （大竹・岩国方面）